# کوئربا
کوئربا (به اسپانیایی: Cuerva) یک شهرستان در اسپانیا است که در استان تولدو واقع شده‌است.

## خصوصیات
کوئربا ۳۸ کیلومترمربع مساحت و ۱٬۴۲۱ نفر جمعیت دارد و ۷۱۴ متر بالاتر از سطح دریا واقع شده‌است.